# Plaintel

Plaintel este o comună în departamentul  Côtes-d'Armor, Franța. La 1 ianuarie 2022, avea o populație de 4.571 de locuitori.